# Gobiesox marmoratus
Gobiesox marmoratus — вид риб родини Присоскоперові (Gobiesocidae). Вид зустрічається на сході Тихого океану  біля берегів Перу і Чилі та на півдні Атлантики біля  Аргентини та Уругваю. Риба сягає завдовжки 8,9 см.